# 拉努阿耶 (克勒兹省)
拉努阿耶（法語：La Nouaille，法語發音：[la nwaj]）是法国克勒兹省的一个市镇，属于欧比松区。

## 地理
拉努阿耶（45°50'48"N, 2°3'53"E）面积48.12 平方千米，位于法国新阿基坦大区克勒兹省，该省份为法国中部省份，位于法國中央高原西北部，北起安德尔省和谢尔省，西接维埃纳省，南至科雷兹省，东临多姆山省，东北与阿列省接壤。
与拉努阿耶接壤的市镇（或旧市镇、城区）包括：让西乌-皮日罗勒、日乌、圣马克阿卢博、圣康坦拉沙巴讷、圣伊里耶拉蒙塔涅、瓦利耶尔。

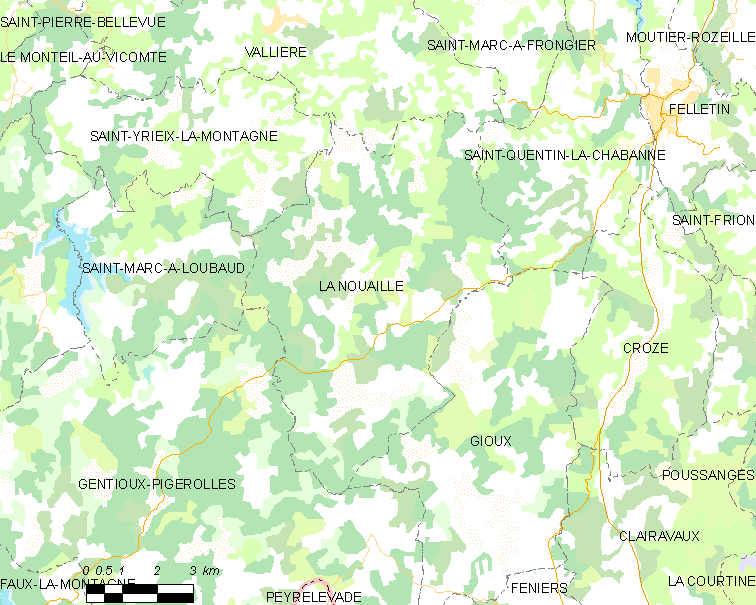
的OSM定位图

拉努阿耶的时区为UTC+01:00、UTC+02:00（夏令时）。

## 行政
拉努阿耶的邮政编码为23500，INSEE市镇编码为23144。

## 政治
拉努阿耶所属的省级选区为费勒坦县。

## 人口

1962-2008年间人口变化图示

拉努阿耶于2022年1月1日时的人口数量为228人。